# 播州界石刻
播州界石刻位於重慶市綦江区万盛经开区万东镇榜上村刺库山，文物遺址年代為明，1992年3月19日列為重慶市第二批市級文物保護單位。2009年12月15日列為第二批重慶市文物保護單位。